# Libro de Malaquías
Malaquías (מַלְאָכִי, Malʾaḫi, Mál'akhî) es un libro del Antiguo Testamento en la Biblia cristiana y del Tanaj en la religión judía, escrito por el profeta Malaquías. Posiblemente este no era el verdadero nombre del autor, puesto que Malaki significa 'mi mensajero', 'mi enviado' o 'mi ángel' en hebreo.

## El autor

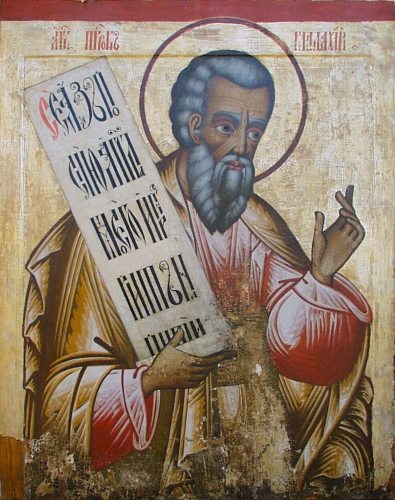
El Profeta Malaquías. Icono del primer cuarto del. Monasterio de Kiji, República de Carelia, Federación Rusa.

El libro de la colección de los doce profetas menores y también el último libro de la biblia hebrea se atribuye comúnmente a un profeta de nombre Malaquías. Aunque el apelativo Malaquías ha sido considerado generalmente como un nombre propio su significado es, en hebreo, 'Malakh [mensajero] mío'. Existe un debate sobre la identidad del autor del libro. En el Talmud se identifica a Malaquías con Mardoqueo y en el tárgum de Jonathan o tárgum de Jerusalén se lo identifica con Esdrás. San Jerónimo opinaba que esto último era debido al hecho de que los judíos veían a Esdrás como un intermediario entre los Profetas y la Gran Sinagoga. 
Algunos eruditos observan afinidades entre la segunda parte del libro de Zacarías, los capítulos 9 a 14, y el libro de Malaquías. En efecto, Zacarías 9, Zacarías 12 y Malaquías 1, empiezan con las palabras "Oráculo. Palabra de Yahveh". Algunos eruditos mantienen que esta colección estaba formada originalmente por tres profecías independientes y anónimas. Dos de ellas fueron añadidas al libro de Zacarías formando lo que ellos llaman el Deutero-Zacarías o Segundo Zacarías y la tercera profecía es el actual libro de Malaquías. Por tanto el libro de Malaquías sería la obra de un autor quien podía ser identificado por el título de Malaquías (Mi Mensajero).
La actual división de los oráculos del libro de los profetas menores en doce partes presenta un paralelismo con los doce hijos de Jacob que fueron los patriarcas de las doce tribus de Israel.
Nada se sabe de la biografía del autor del libro de Malaquías aunque se ha sugerido que era un levita, lo cual es curioso teniendo en cuenta que Esdrás fue un sacerdote judío. Los libros de Zacarías y Hageo fueron escritos durante la vida de Esdrás, consultar el libro de Esdrás capítulo 5, versículo 1, lo que quizás explique las semejanzas de estilo. Aunque la teoría de que Esdrás fue el autor del libro de Malaquías es discutible, no hay ninguna otra teoría que sea dominante.

## Fecha de composición
No hay muchos detalles históricos en el libro de Malaquías.
El más importante para fecharlo está en el uso de la palabra gobernador (pehâ) en el versículo 8 del Capítulo primero:
"Y cuando presentáis para el sacrificio una res ciega, ¿no está mal? Y cuando presentáis una coja o enferma, ¿no está mal? Anda, ofrécesela a tu gobernador: ¿se te pondrá contento o te acogerá con agrado?, dice Yahveh Sebaot." El Libro de Malaquías era conocido por el autor del Eclesiástico, quien menciona a los "doce profetas" en 49-10. Por estas razones y los temas del libro, la mayoría de los eruditos le asignan una fecha de composición en torno al 460 antes de Cristo, entre los libros de Ageo y Zacarías y un poco antes de que Nehemías llegara a Jerusalén en el 445 a.c 

## Lugar de Composición
El libro de Malaquías trata directamente, y al parecer de primera mano, de los abusos en la gestión del recién restaurado Templo de Salomón. Por eso, fue escrito casi con absoluta certeza en Jerusalén.

## Interpretaciones
Existen dos modelos de división del libro de Malaquías. En la Biblia hebrea y en la Septuaginta se divide en tres capítulos, por lo que en esta versión el capítulo 3 tiene 24 versículos. Así aparece en versiones católicas como la Biblia de Jerusalén y la Biblia Latinoamericana. La Vulgata, en cambio, lo divide en cuatro capítulos, por lo que el capítulo 3 sólo llega hasta el versículo 18 y el contenido de los versículos 19 al 24 los considera en un capítulo cuarto independiente, con los versículos del 1 al 6. Esta segunda fórmula es posible verla en versiones protestantes como la Reina-Valera.

### En el cristianismo
La versión española de la Biblia de Jerusalén proporciona los siguientes encabezados
| Referencia | Encabezado                            |
| ---------- | ------------------------------------- |
| 1:1        | Título                                |
| 1:2-1:5    | El amor de Yahvé a Israel             |
| 1:6-2:9    | Contra los sacerdotes                 |
| 2:10-2:16  | Matrimonios mixtos y divorcios        |
| 2:17-3:5   | El Día de Yahvé                       |
| 3:6-3:12   | Los diezmos del Templo                |
| 3:13-3:18  | Insolencia de Judá                    |
| 4:1-4:3    | Triunfo de los justos el Día de Yahvé |

Debemos observar que la mayoría de los eruditos consideran que el libro está compuesto de seis oráculos distintos. De acuerdo a este esquema, el libro de Malaquías consiste en una serie de disputas entre Yahvé y los distintos grupos de la comunidad israelita. El libro Yahvé está justificado mientras que los que no se adhieren a la ley de Moisés son condenados.
El libro de Malaquías recoge varios temas de otros libros del Antiguo Testamento. Malaquías recurre a la historia de la rivalidad entre Jacob y Esaú y a la elección de Jacob por Yahvé contenida en el libro del Génesis 25-28. Malaquías recuerda a su audiencia que, como descendientes de Jacob, han sido y continúan siendo favorecidos por Dios como el Pueblo Elegido. En la segunda disputa Malaquías advierte a los sacerdotes que ofrecen sacrificios inaceptables recordando el Código Deuteronómico.
En la tercera disputa (relativa al divorcio y al repudio), el autor intenta probablemente que su argumento sea comprendido a dos niveles. Malaquías ataca la práctica de divorciarse de esposas judías en favor de las extranjeras (una práctica que Esdrás vehemente condenó) y alternativamente condena el hecho de que el pueblo de Israel se separara de la ley de Dios (la mujer de su juventud) para acercarse a las leyes paganas de los otros pueblos, dando a entender que era una infidelidad espiritual en el versículo 2:16, "Guardaos, pues, en vuestro espíritu".
En la cuarta cuestión asegura que el juicio llegará en forma de un mensajero que es "fuego de fundidor y lejía de lavandero"(3:2), Dios se hará presente y juzgará a los hechiceros, adúlteros, los que juran en falso, los que oprimen al jornalero, a la viuda y al huérfano y los que agravian al forastero.
En la quinta cuestión amonesta a los que defraudan en el pago del diezmo y ofrece al pueblo la posibilidad de enmendar su conducta y entonces Yahvéh "abrirá las esclusas del cielo y derramará la benéfica lluvia.."
En la sexta cuestión, el pueblo de Israel manifiesta su desilusión. Malaquías les hace decir: "Es inútil servir a Dios... Más bien hemos de felicitar a los arrogantes, que aun haciendo el mal prosperan y aun tentando a Dios escapan impunes". De nuevo Malaquías hace que Dios afirme que el malvado será castigado y el justo será recompensado.
En el Apéndice, a la luz de lo que Malaquías considera un juicio inminente, exhorta a su audiencia a "Recordad la ley de mi siervo Moisés y las normas y preceptos que le di en el Horeb para todo Israel. Antes del día del Señor, Malaquías declara que Elías (quien ascendió a los Cielos en un torbellino, 2 Reyes 2:11) volverá a la Tierra para "reconciliar a los padres con los hijos, y los hijos con los padres".
A causa de su promesa mesiánica el Nuevo Testamento cita frecuentemente el libro de Malaquías. Lo que sigue es una breve comparación como es sugerida por Hill 84-88.
| Malaquías | Nuevo Testamento |
| --- | --- |
| "Y sin embargo amé a Jacob y odié a Esaú."(1:2-3) | "Amé a Jacob y rechacé a Esaú." (Romanos 9:13) |
| "Los labios del sacerdote guardarán el saber, y la Ley se busca en su boca, pues es el mensajero de Yahve, Sebaot. Pero vosotros os habéis extraviado del camino, habéis hecho tropezar a muchos en la Ley, habéis corrompido la Alianza de Leví." (2:7-8) | "Haced, pues, y observad todo lo que os digan; pero no imiteis su conducta, porque dicen y no hacen" (Mateo 23:3)                                                                                  |
| "¿No tenemos todos un mismo Padre?" (2:10) | "Para nosotros no hay más que un solo Dios, el Padre," (1 Corintios 8:6) |
| "Voy a enviar a mi mensajero a allanar el camino delante de mí," (3:1) | "He aquí que yo envío mi mensajero delante de ti, que preparará tu camino por delante de ti." (Mateo 11:10)                                                                                        |
| | "Mira, envío mi mensajero delante de ti, el que ha de preparar tu camino." (Marcos 1:2) |
| | "He aquí que envío mi mensajero delante de ti, que preparará por delante tu camino." ( Lucas 7:27)                                                                                                 |
| "¿Quién podrá soportar el Día de su venida? ¿Quién se tendrá en pie cuando aparezca?" (3:2) | "Porque ha llegado el gran Día de su ira y ¿quién podrá sostenerse?" (Apocalipsis 6:17) |
| "contra los que oprimem al jornalero," (3:5) | "Mirad; el salario de los obreros que segaron vuestros campos y que no habéis pagado está gritando y los gritos de los segadores ha llegado a los oídos del Señor de los Ejércitos" (Santiago 5:4) |
| "Yo Yahvé no cambio" (3:6) | "Jesucristo es el mismo, ayer; hoy y por los siglos." (Hebreos 13:8) |
| "Volveos a mí, y yo me volveré a vosotros" (3:7) | "Acercaos a Dios, y él se acercará a vosotros" (Santiago 4:8) |
| "Pero para vosotros, los adeptos a mi Nombre, os alumbrará un sol de justicia, con la salud de sus rayos" (3:20) | "por las entrañas de misericordia de nuestro Dios, que harán que nos visite una Luz de lo alto" (Lucas 1:78)                                                                                       |
| "Voy a enviaros al profeta Elías antes de que llegue el Día de Yahvé" (3:23) | "él es Elías el que iba a venir." (Mateo 11:14) |
| | "Elías vino ya, pero no lo reconocieron" ((Mateo 17:12) |
| | "Elías ha venido ya, y han hecho con él cuanto han querido" (Marcos 9:13) |
| "Voy a enviaros al profeta Elías antes de que llegue el Día de Yahvé", grande y terrible. Él reconciliará a los padres con los hijos y a los hijos con los padres," (3:23-24, 4:5-6)                                                                       | "e irá delante de él con el espíritu y el poder de Elías , para hacer volver los corazones de los padres a los hijos y a los rebeldes a la prudencia de los justos." (Lucas 1:17)                  |

Aunque muchos cristianos entienden que las profecías sobre Elías, citadas de Malaquías, son atribuidas a la figura del hombre de preparó el camino al ministerio de Jesús y quien lo bautizó, Juan Bautista, la mayoría de los judíos esperan la venida del profeta Elías.

### Creencias mormonas sobre Malaquías y Elías
La Iglesia de Jesucristo de los Santos de los Últimos Días, cuyos miembros son conocidos popularmente por el apelativo de mormones, enseña que el profeta Elías se apareció a José Smith, fundador de esa iglesia, el 3 de abril de 1836, la Pascua de ese año, cumpliéndose así la profecía (3:1) de Malaquías.